# Great North Wood
Koordinaten: 51° 25′ 35,4″ N, 0° 4′ 37,8″ W
Der Great North Wood war ein Eichenwald, der den größten Teil der Hochebene, die 6 km südlich der City of London begann, und den Bergrücken von Sydenham sowie die südlichen Ausläufer des River Effra und seiner Nebenflüsse bedeckte. Insgesamt erstreckte sich der Wald von Croydon bis Camberwell.
Von dem ursprünglichen Wald ist nur noch wenig übrig, aber Ortsnamen, die das Wort Norwood enthalten, erinnern an ihn. Dies sind South Norwood, Upper Norwood, West Norwood (bis 1885 als Lower Norwood bekannt).
Das „Nord“ im Namen Norwood deutet darauf hin, dass hier die Bindung an das südlich des Waldes gelegene Croydon offenbar stärker war als die an Lambeth oder London.

## Geschichte
Die älteste erhaltene Erwähnung des Waldes befindet sich in Gerichtsprotokollen aus dem Jahr 1272 aus der Regierungszeit von König Edward III. Das Gebiet gehörte der Familie Whitehorse. Als Oliver Cromwell das Gebiet vom Erzbischof von Canterbury beschlagnahmte, betrug seine Fläche 3,4 km2, auf der aber nur 9.200 geschneitelte Eichen standen. Viel Holz wurde in der Königlichen Werft in Deptford sowie zur Holzkohleherstellung und als Bauholz verwendet.
Der berühmteste Baum war die Vicar’s Oak, die die Grenze von vier Kirchspielen markierte: Lambeth, Camberwell, Croydon und einem unabhängigen Teil des Kirchspiels Battersea einschließlich des Weilers Penge. An dem Standort des Baumes geht am Crystal Palace Park heutzutage die Westow Hill Street in die Anerley Hill Street über. Es ist immer noch die Grenze der heutigen Boroughs von Lambeth, Southwark, Croydon und Bromley. Laut John Aubrey wurde der „alte bemerkenswerte Baum“ vor 1718 entfernt, nach J. B. Wilson, überlebte die Vicar’s Oak bis 1825. Eine weitere Eiche, die den Kahlschlag durch die Schiffsbauer überlebte, war die Question Oak in Westwood. Unter ihr stellte Charles Spurgeon den Schülern seiner Bibelschule theologische Fragen.
1722 schrieb Daniel Defoe von einem „Land, das offener und bewaldeter als jeder andere Teil in der Nähe von London ist, vor allem Norwood, die Pfarreien Camberwell, Dullege und Luseme“. Auf der Karte von London und Umgebung von John Rocque aus dem Jahr 1745 hat das Waldgebiet nur noch eine Ausdehnung von 4,8 km. Es befand sich in gemeinschaftlichen Besitz von Croydon, Penge, Streatham, Knight’s Hill, Dulwich und Westwood.
Nach der gesetzlichen Abschaffung der Allmende im Jahre 1797 und dem Verkauf der Ländereien des verstorbenen Lord Thurlow 1806 wurden große Bereiche des Waldes gerodet und erschlossen. Es blieben nur noch kleine Reste übrig, insbesondere die Naturschutzgebiete Dulwich Wood und Sydenham Hill Wood.
Andere Freizeiteinrichtungen, wie der Vergnügungsgarten am Knight’s Hill und das Spa auf dem Beulah Hill, fielen dem Bauboom der viktorianische Zeit zum Opfer, der durch den Crystal Palace ausgelöst wurde.